# Broscodera insignis
Broscodera insignis är en skalbaggsart som beskrevs av Mannerheim. Broscodera insignis ingår i släktet Broscodera och familjen jordlöpare. Inga underarter finns listade i Catalogue of Life.